# 325 (szám)
A 325 (római számmal: CCCXXV) egy természetes szám.

## A szám a matematikában
A tízes számrendszerbeli 325-ös a kettes számrendszerben 101000101, a nyolcas számrendszerben 505, a tizenhatos számrendszerben 145 alakban írható fel.
A 325 páratlan szám, összetett szám, kanonikus alakban az 52 · 131 szorzattal, normálalakban a 3,25 · 102 szorzattal írható fel. Hat osztója van a természetes számok halmazán, ezek növekvő sorrendben: 1, 5, 13, 25, 65 és 325.
Háromszögszám, kilencszögszám és középpontos kilencszögszám.
3-hipertökéletes szám.
A 325 négyzete 105 625, köbe 34 328 125, négyzetgyöke 18,02776, köbgyöke 6,87534, reciproka 0,0030769. A 325 egység sugarú kör kerülete 2042,03522 egység, területe 331 830,72404 területegység; a 325 egység sugarú gömb térfogata 143 793 313,7 térfogategység.